# ジュリー・マキーマ
ジュリー・マキーマは、米国の純潔運動家・プロライフ運動家。
自身は母リーが17歳の時に強姦された際の子であるという、衝撃的なバックグラウンドを持つ。ロサンゼルスで生まれるとすぐに養子に出され、母親を知らずに育った。17歳の頃から母親を探すようになり、自分の住むミシガン州から何百もの電話をかけ続ける毎日が続いたという。20歳の時に母と感動の再会、現在は親子で純潔運動家・プロライフ運動家として、各地を飛び回る日々が続いている。